# Фарнабаз III
Фарнабаз III (др.-греч. Φαρνάβαζος Γ’ της Φρυγίας, перс. فارنابازوس‎; около 360 года до н. э.— после 321 года до н. э.) — персидский государственный и военный деятель из рода Фарнакидов. Участвовал в войне против армии Александра Македонского. После смерти в 333 году до н. э. дяди, командующего персидским флотом в Эгейском море Мемнона, Фарнабаз стал его преемником. На этом посту он не смог достичь существенных успехов, которые бы заставили македонян прекратить военные действия в Азии. Несмотря на поражение, пережил Александра и руководил конницей на службе у диадоха Эвмена в битве у Геллеспонта в 321 году до н. э.

## Происхождение. Ранние годы

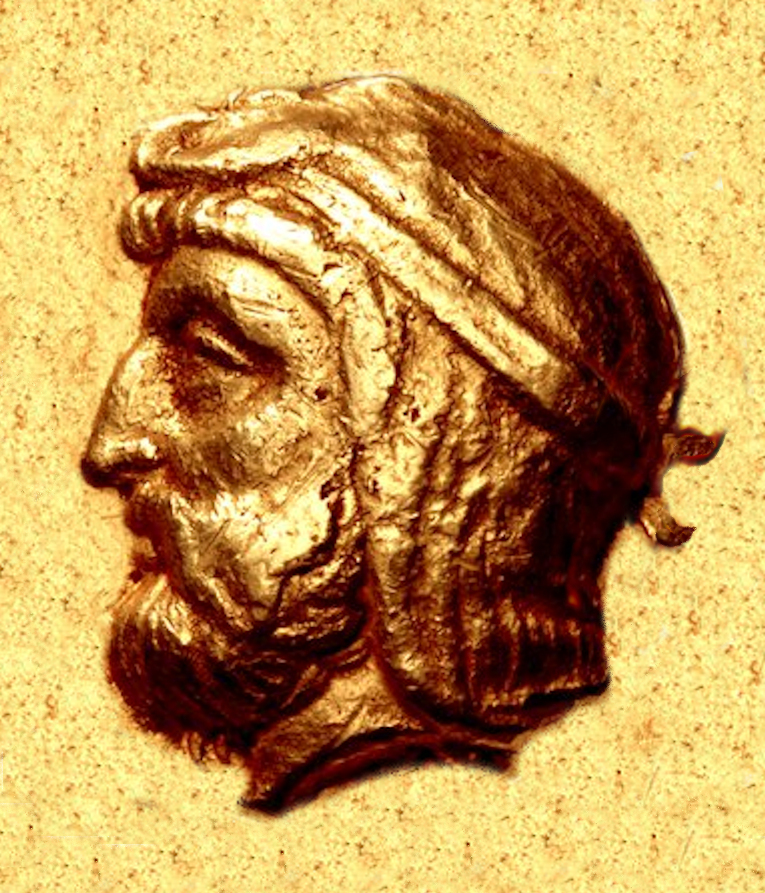
Изображение отца Фарнабаза сатрапа Артабаза II на золотой монете

Фарнабаз был сыном сатрапа Геллеспонтской Фригии Артабаза II из династии Фарнакидов. Женой Артабаза и возможной матерью Фарнабаза была гречанка с острова Родос, сестра знаменитых военачальников Ментора и Мемнона. Свадьба состоялась в 362 году до н. э. или чуть ранее. У Артабаза, согласно Диодору Сицилийскому, было одиннадцать сыновей и десять дочерей. Квинт Курций Руф упоминает девять сыновей Артабаза, которые сопровождали престарелого отца во время встречи с Александром Македонским. При этом нет никаких оснований считать, что все они родились от одной матери. Из всех детей Артабаза в источниках упомянуты братья Фарнабаза Ариобарзан, Аршама и Коф, сёстры — Апама, Артонида и Барсина. В 358 году до н. э. фригийский и другие персидские сатрапы подняли восстание против царя Артаксеркса III. Однако, когда сатрапы проиграли, Артабаз с семьёй в конце 353 или начале 352 года до н. э. был вынужден бежать. Он нашёл убежище в Македонии при дворе Филиппа II. Македония враждовала с империей Ахеменидов и Артабаз мог не опасаться выдачи персам.
В Македонии Фарнабаз мог познакомиться со своим сверстником молодым царевичем Александром. Нахождение при македонском дворе даёт основания полагать, что дети Артабаза, в том числе и Фарнабаз, знали греческий язык и получили соответствующее образование. Через некоторое время Ментор вновь поступил на службу к персам и участвовал в подавлении восстания в Египте. В 342 году до н. э. он был назначен главнокомандующим в приморских азиатских провинциях. Ему удалось добиться прощения для Артабаза, который смог вернуться в Азию. После смерти Ментора, кроме земельных владений, дядя Фарнабаза Мемнон унаследовал и должность главного военачальника всех персидских войск в Малой Азии.

## После вторжения армии Александра Македонского в империю Ахеменидов

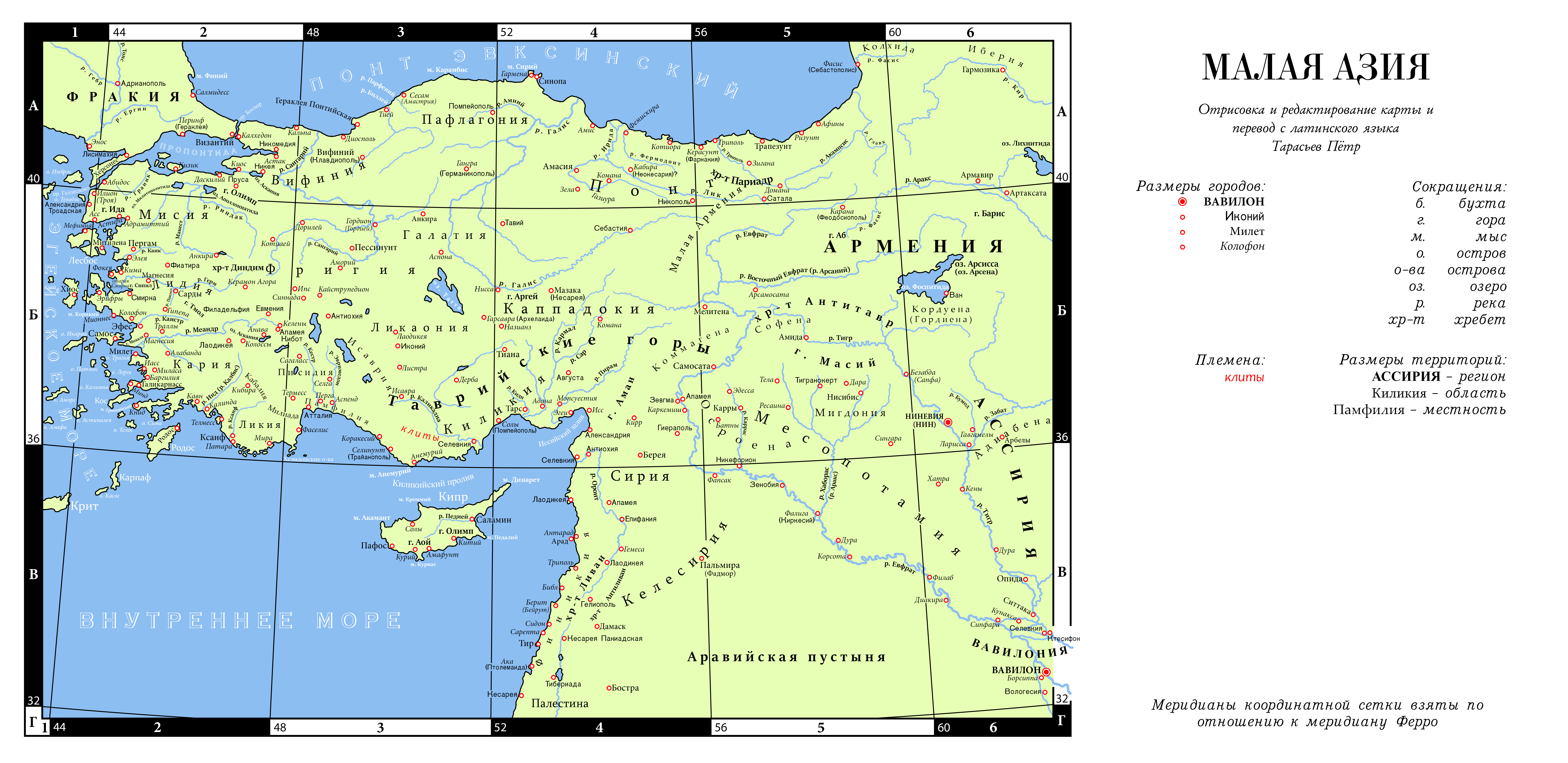
Карта Малой Азии и восточного побережья Эгейского моря

В 334 году до н. э. армия Александра Македонского вторглась в Малую Азию. После поражения персов при Гранике Дарий III назначил Мемнона главнокомандующим всех персидских войск. На этом посту ему удалось добиться некоторых успехов. Несмотря на то, что персидский военачальник и не смог удержать города в Малой Азии, он начал проводить наступательные действия в Эгейском море. Мемнон смог захватить Хиос и несколько мелких городов на Лесбосе, разбить митиленский флот и начать осаду Митилены. На этом фоне в Греции активизировались антимакедонские силы, готовые присоединиться к войскам Мемнона, как только тот покажется у европейского побережья. Афины и Спарта даже отправили к нему послов.
Во время осады Митилены в 333 году до н. э. Мемнон умер от болезни. Перед смертью он, до дальнейших указов Дария III, назначил своим преемником Фарнабаза. Фарнабаз и Автофрадат смогли захватить Митилену. По условиям сдачи Митилена становилась союзницей персов, её жители были вынуждены отдать городскую казну и половину своего имущества.
После взятия Митилены Фарнабаз отправился в область Карии и Ликии. Ему удалось вернуть под контроль персов часть Галикарнаса и Милет, с которого была взыскана большая дань. Однако Дарий III не дал Фарнабазу развить успех. Он отправил племянника Мемнона Тимонда с приказом привести наёмников под командованием Фарнабаза к своему войску. Царь считал, что исход войны зависит не от локальных успехов в Малой Азии, а от предстоящего сражения с основными силами Александра. Одновременно Фарнабазу были переданы все полномочия Мемнона, то есть руководство над армией в Малой Азии и флотом в Эгейском море. Затем Фарнабаз вернулся на флот в Эгейском море, которым руководил Автофрадат. Персы при участии Фарнабаза покорили Тенедос, который расположен рядом с Геллеспонтом. Тем самым Фарнабаз III отрезал войска Александра от Македонии. Также на сторону персов перешли Сигей и Андрос.
Планы и успехи персидской эскадры в Эгейском море были нивелированы поражением основных войск Дария III в битве при Иссе 333 года до н. э. Греческие полисы, которые ждали удобной возможности восстать против Македонии, были вынуждены повременить со своими планами. Лишь спартанский царь Агис III успел получить на организацию антимакедонского восстания 10 трирем и 30 талантов. После получения известий о победе Александра Фарнабаз спешно отправился к Хиосу со своими силами. Он прибыл туда как раз вовремя, так что ещё успел предупредить антиперсидское восстание. Ещё одним следствием поражения персов при Иссе стал захват Александром Дамаска, где в плен к македонянам попали жена и сын Фарнабаза.
В следующем 332 году до н. э. флот персов в Эгейском море распался. Финикийские и кипрские корабли уплыли к себе на родину, а затем сдались армии Александра. Македонский флот в составе 160 трирем под командованием Гегелоха и Амфотера освободил Тенедос, а затем отправился к Хиосу. Жители города восстали против персов и открыли ворота. Возможно, событию предшествовала ссора между Фарнабазом и персидским ставленником Аполлонидом, чем и воспользовались промакедонские силы. Весь гарнизон из трёх тысяч наёмников попал в плен. Также было захвачено 42 корабля. Сам Фарнабаз попал в плен и был отправлен к Александру. Однако, Фарнабазу удалось бежать, когда македонский флот находился на стоянке у острова Кос.

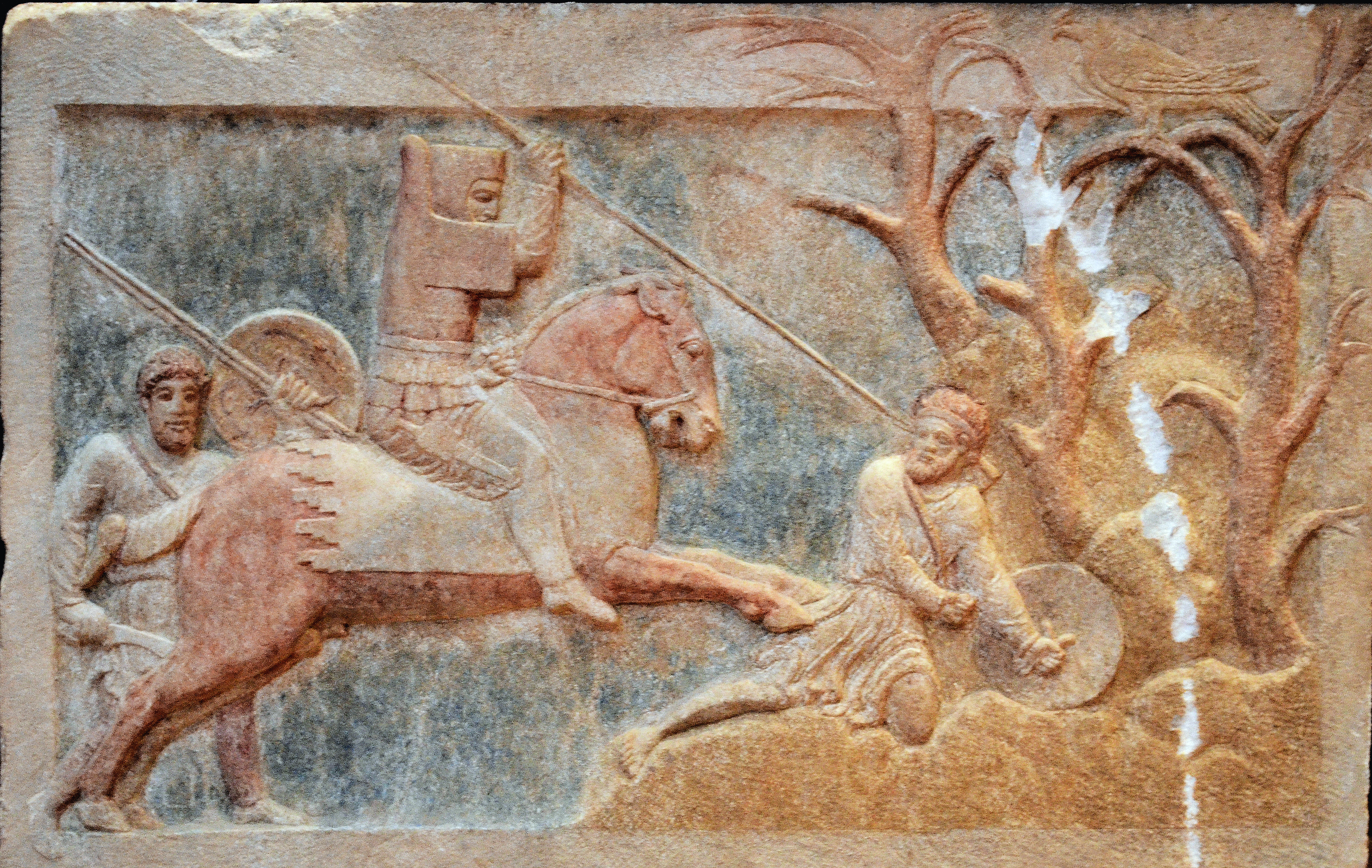
Персидская конница. Саркофаг Алтыкулач

Отец Фарнабаза Артабаз в престарелом возрасте после битвы при Гавгамелах в 331 году до н. э. вместе с сыновьями был помилован Александром. Среди попавших в плен античные источники Фарнабаза не упоминают, что не исключает его присутствия. Так, Квинт Курций Руф писал: «Ему шёл 95-й год. 9 юношей, все сыновья одной матери, сопровождали отца. Артабаз подвёл их к руке царя …». Арриан упоминает эпизод о прибытии Артабаза к Александру с тремя сыновьями, среди которых Фарнабаза не было
Последнее упоминание Фарнабаза связано с битвой у Геллеспонта 321 года до н. э. Бывший персидский военачальник руководил конницей наёмников, которая сражалась на стороне Эвмена против Кратера и Неоптолема. По одной из версий, женатый на Артониде зять Фарнабаза Эвмен не захотел выставлять против Кратера македонян, так как боялся популярности этого полководца среди своих соотечественников. В связи с этим войскам Кратера противостояли наёмники перса Фарнабаза.

### Исследования
- Белох К. Ю. Греческая история: в 2 т. / пер. с нем. М. О. Гершензона; под ред. и со вступ. ст. Ю. И. Семёнова. — М.: Государственная публичная историческая библиотека России, 2009. — Т. 2: Кончая Аристотелем и завоеванием Азии. — ISBN 978-5-85209-215-1.
- Гафуров Б. Г., Цибукидис Д. И. Александр Македонский и Восток. — М.: Наука, 1980. — 456 с.
- Дандамаев М. А.-К. Политическая история Ахеменидской державы / Утверждено к печати Ученым советом Института востоковедения Академии наук СССР. — М.: Главная редакция восточной литературы издательства «Наука», 1985. — 408 с.
- Дройзен И. Г. История эллинизма. История Александра Великого. — М.: Академический Проект, 2011. — 623 с. — (Технологии истории). — ISBN 978-5-8291-1304-9.
- Кембриджская история древнего мира / под редакцией Д.-М. Льюиса, Дж. Бордмэна, С. Хорнблоуэра, М. Оствальда. Перевод, научное редактирование, примечания А. В. Зайкова. — М.: Ладомир, 2017. — Т. VI. Четвёртый век до нашей эры. Второй полутом. — 720 с. — ISBN 978-5-86218-542-3.
- Маринович Л. П. Греки и Александр Македонский (К проблеме кризиса полиса). — М.: Наука, 1993. — 287 с. — ISBN 5-02-017392.
- Орлов В. П. Персидская аристократия в Ахеменидской империи / Научный руководитель доктор исторических наук, профессор Э. В. Рунг. — Казань: Казанский (Приволжский) федеральный университет, 2019.
- Рунг Э. В. О сатрапских династиях в Ахеменидской державе: Фарнакиды в Даскилии // Учёные записки Казанского университета. Серия: гуманитарные науки. — 2011. — Т. 153, № 3. — С. 87—94. — ISSN 2500-2171.
- Рунг Э. В. Военно-политическая деятельность Ментора Родосского // МНЕМОН. Исследования и публикации по истории античного мира. — 2014. — № 14. — С. 143—160. — ISSN 1813-193X.
- Холод М. М. Митилена при Александре Великом: путь к демократии под монархической эгидой // Вестник Санкт-Петербургского университета. История. — 2010. — № 4. — С. 36—45. — ISSN 2541-9390.
- Холод М. М. О Менторе и Мемноне Родосских: один сюжет из их биографий // Мнемон: Исследования и публикации по истории античного мира. — 2018. — № 18—1. — С. 277—295. — ISSN 1813-193X.
- Шифман И. Ш. Александр Македонский / ответственный редактор Э. Д. Фролов. — Л.: Наука, 1988. — 208 с. — (Всеобщая история). — ISBN 5-02-027233-7.
- Шофман А. С. Первый этап антимакедонского движения периода восточных походов Александра Македонского // Вестник древней истории. — М.: Наука, 1973. — Вып. 126, № 4. — С. 117—135.
- Carney E. D. Women and Monarchy in Macedonia (англ.). — Norman: University of Oklahoma Press, 2000. — 384 p. — (Oklahoma Series in Classical Culture). — ISBN 0-8061-3212-4.
- Heckel W. Pharnabazus // Who's Who in the Age of Alexander the Great: Prosopography of Alexander's Empire (англ.). — Malden; Oxford; Carlton: Blackwell Publishing, 2006. — P. 206. — ISBN 1-4051-1210-7.
- Judeich W.[нем.]. Artabazos 3 // Paulys Realencyclopädie der classischen Altertumswissenschaft :  [нем.] / Georg Wissowa. — Stuttgart : J. B. Metzler’sche Verlagsbuchhandlung, 1895. — Bd. II, Erste Hälfte (II, 1). — Kol. 1299—1300.
- Kahrstedt U.[нем.]. Memnon 3 // Paulys Realencyclopädie der classischen Altertumswissenschaft :  [нем.] / Georg Wissowa. — Stuttgart : J. B. Metzler’sche Verlagsbuchhandlung, 1931. — Bd. XV, Erste Hälfte (XV, 1). — Kol. 652—653.
- Lenschau T.[нем.]. Pharnabazos 3 // Paulys Realencyclopädie der classischen Altertumswissenschaft :  [нем.] / Georg Wissowa. — Stuttgart : J. B. Metzler’sche Verlagsbuchhandlung, 1938. — Bd. XIX, Zweite Hälfte (XIX, 1). — Kol. 1848.